# 生出村
生出村（おいでむら）は、昭和31年（1956年）まで宮城県名取郡北部にあった村。現在の仙台市太白区茂庭・坪沼および茂庭台など（一部青葉区域）にあたる。

## 地理
- 山岳：太白山
- 河川：名取川、碁石川

## 歴史

### 初期の村政（地方改良運動）
明治22年（1889年）4月1日、町村制の施行にともない生出村が発足する。長尾四郎右衛門が初代村長に就任する。四郎右衛門は茂庭の旧領主である生出小学校校長・茂庭秀福の助力を得て、村の振興策を推し進めていく。
明治25年（1892年）、馬越石トンネルを開削。明治26年（1893年）、村会において「本村養蚕業奨励法」を成立させ、明治29年（1896年）に製糸工場を設立、原料生産から製品販売までを一貫して行う体制を整えた。また、山林資源の主な利用法を薪炭利用から木材利用へ転換。針葉樹の植林事業を展開し、明治40年には150万本を植樹した。これらの産業振興策によって村民所得は大幅に増加し、補助金に依存しない自立した村政運営を達成した。さらに、村民の生活水準が向上したことと、校舎の整備などで施設面を充実させたことで、学童就学率をほぼ100％に近づけることに成功している。
明治35年（1902年）2月に策定された「宮城県名取郡生出村村是調査書」は、明治36年（1903年）の第五回内国勧業博覧会において好評を博した。これが前田正名の目にとまり、生出村の村是は郡是・市町村是の模範的事例として紹介され、生出村は千葉県山武郡源村・静岡県賀茂郡稲取村と共に日本三模範村として盛んに宣伝された。
明治38年（1905年）5月1日には「行道会」を設立。役場と学校が一体となって社会教育・農事改良にあたり、女子部では家事・看護・育児などの指導にあたった。

### 沿革
- 明治22年（1889年）4月1日 - 町村制施行にともない、茂庭村及び坪沼村の区域をもって、生出村が発足する。村名は太白山の別名・生出森（おいでもり）より命名。
- 昭和31年（1956年）4月1日 - 仙台市に編入する。

## 行政

### 首長
- 歴代村長

| 代 | 氏名           | 就任                       | 退任                      | 備考 |
| -- | -------------- | -------------------------- | ------------------------- | ---- |
| 1  | 長尾四郎右衛門 | 明治22年（1889年）4月25日  |                           |      |
| 2  | 佐藤甚七郎     | 明治44年（1911年）9月16日  |                           |      |
| 3  | 長尾文太夫     | 大正4年（1915年）11月8日   |                           |      |
| 4  | 嶺岸泰助       | 大正9年（1920年）1月29日   |                           |      |
| 5  | 太田万五郎     | 大正13年（1924年）3月22日  |                           |      |
| 6  | 菅野太郎吉     | 昭和3年（1928年）11月2日   |                           |      |
| 7  | 長尾文之助     | 昭和7年（1932年）11月20日  |                           |      |
| 8  | 菅野太郎吉     | 昭和11年（1936年）11月13日 |                           | 再任 |
| 9  | 太田久三郎     | 昭和15年（1940年）12月9日  |                           |      |
| 10 | 庄司吉治       | 昭和21年（1946年）2月23日  |                           |      |
| 11 | 太田太蔵       | 昭和23年（1948年）5月      | 昭和31年（1956年）3月31日 |      |

## 地域

### 教育
- 生出村立生出小学校
  - 生出村立生出小学校赤石分校
  - 生出村立生出小学校折立分校
- 生出村立坪沼小学校
- 生出村立生出中学校

## 交通

### 鉄道
- 秋保電気鉄道：北赤石駅 - 茂庭駅 - 萩ノ台駅 - 太白山駅